# Clásico Copa de Oro
El clásico Copa de Oro María Luisa Solari es una carrera de la hípica chilena, que se disputa anualmente en el Club Hípico de Santiago, en pista de pasto y en distancia de 2000 metros. Esta es la segunda prueba de Grupo II más importante de dicho hipódromo y la más importante para los caballos mayores fondistas después del Clásico Club Hípico de Santiago.
En los últimos años, la fecha en la que se disputa ha variado, pasando a disputarse desde 2016 en la misma jornada del Clásico El Ensayo; asimismo, han variado la pista y la distancia. Desde 2013 hasta 2015, se disputó en pista de arena en la distancia de 1800 metros y entre 2014 y 2015 cobró gran importancia puesto que fue una carrera clasificatoria a la Breeders Cup. Desde 2017 lleva el nombre María Luisa Solari Falabella en homenaje a esta dirigente hípica.

## Ganadores
Los siguientes son  los ganadores de la prueba desde 1990.
| Año  | Caballo                  | Jinete            | Preparador           | Stud              | Haras            | Tiempo   | Distancia |
| ---- | ------------------------ | ----------------- | -------------------- | ----------------- | ---------------- | -------- | --------- |
| 1990 | Wolf                     | Luis Muñoz        | José T. Allende F.   | Santa Amelia      | Santa Amelia     | 2.00.1/5 | 2000      |
| 1991 | Pajonal                  | Gustavo Barrera   | Pedro Bagú H.        | Los Milagros      | Sagllue          | 1.59.1/5 | 2000      |
| 1992 | Premier                  | Anyelo Rivera     | Alfredo Bagú R.      | San Francisco     | Matancilla       | 1.58.3/5 | 2000      |
| 1993 | Quisco                   | Patricio Rivera   | Juan Cavieres A.     | Choapa            | Matancilla       | 2.05.1/5 | 2000      |
| 1994 | Barrio Chino             | Héctor Salazar    | Jorge Inda M.        | Santa Sara        | Figurón          | 2.07.2/5 | 2000      |
| 1995 | Gran Ducato              | Luis Torres       | Patricio Baeza A.    | Komosar           | Figurón          | 1.59.0   | 2000      |
| 1996 | Gran Ducato              | Luis Torres       | Patricio Baeza A.    | Komosar           | Figurón          | 1.59.4   | 2000      |
| 1997 | Toresani                 | Mauricio Figueroa | Pedro Medina Ch.     | Los Íntimos       | El Peumo         | 2.08.4/5 | 2000      |
| 1998 | Prince Albert II (Arg)   | Ányelo Rivera     | Antonio Abarca G.    | Haras El Peumo    | El Peumo         | 1.57.1   | 2000      |
| 1999 | Pure Silk                | Pedro Santos      | Claudio Bernal G.    | Francesco         | Don Raúl         | 1.59.2   | 2000      |
| 2000 | Futaleufú                | Manuel Martínez   | Randall Arms         | La Nonna          | Don Alberto      | 2.08.3/5 | 2000      |
| 2001 | No Lo Pillan             | Claudio Jorquera  | Oscar Silva S.       | Maulino           | Latiguillo       | 2.06.4/5 | 2000      |
| 2002 | Great Brother            | Gonzalo Ulloa     | Juan Silva G.        | Vendaval          | Paso Nevado      | 2.08.3/5 | 2000      |
| 2003 | Ballistic                | Anyelo Rivera     | Juan Cavieres A.     | El Cedro          | Carioca          | 1.58.4/5 | 2000      |
| 2004 | Masarin                  | Gonzalo Ulloa     | Juan C. Silva S.     | Jarita            | Don Alberto      | 1.57.99  | 2000      |
| 2005 | Gadanes                  | Juan Galleguillos | Patricio Baeza A.    | Lukita            | Don Alberto      | 2.07.41  | 2000      |
| 2006 | Soul Café                | Luis Torres       | Domingo Matte D.     | Crillón           | Trafalgar        | 1.59.22  | 2000      |
| 2007 | Staccato                 | Richard Castillo  | Patricio Baeza A.    | Carillanca        | Don Alberto      | 1.59.84  | 2000      |
| 2008 | Reth Butler              | Héctor I. Berríos | Patricio Baeza A.    | Huelén            | De Pirque        | 2.06.63  | 2000      |
| 2009 | Tepeyac                  | Jaime Medina      | Carlos Bagú R.       | Doña Elena        | Santa Olga       | 2.05.05  | 2000      |
| 2010 | Casablanca Smile         | Oscar Ulloa       | Patricio Baeza A.    | Carillanca        | Matancilla       | 1.57.04  | 2000      |
| 2011 | Venusto                  | Guillermo Pontigo | Oliverio Martínez L. | Azul y Blanco     | Scelto           | 2.01.47  | 2000      |
| 2012 | Galantuomo               | Luis Torres       | Oliverio Martínez L. | Haras Don Alberto | Don Alberto      | 1.59.58  | 2000      |
| 2013 | Giant's Steps            | Héctor I. Berríos | Patricio Baeza       | Los Tanderos      | Puerta de Hierro | 1.46.43  | 1800      |
| 2014 | Sabor A Triunfo          | David Sánchez     | Alejandro Aguado     | Haras Trafalgar   | Trafalgar        | 1.46.98  | 1800      |
| 2015 | Il Campione              | Héctor I. Berríos | Sergio Inda M.       | Alvidal           | Paso Nevado      | 1.47.63  | 1800      |
| 2016 | Casablanca Fighter (Arg) | Rafael Cisternas  | Patricio Baeza A.    | Colo-Colo         | Pozo De Luna     | 1.57.28  | 2000      |
| 2017 | Full Of Luck             | Jorge A. González | Patricio Baeza A.    | Quinchao          | Paso Nevado      | 2.00.80  | 2000      |
| 2018 | Nuevo Maestro            | Jorge L. Vergara  | Guillermo Aguirre A. | Haras Don Alberto | Don Alberto      | 2.01.83  | 2000      |
| 2019 | Tamburo Di Oro           | Jeremy Laprida    | Guillermo Aguirre A. | El Tata           | Don Alberto      | 1.57.21  | 2000      |
| 2020 | Gran Greco               | Luis Torres       | Hernán E. Ulloa P.   | Dieciocho Greco   | Don Alberto      | 2.01.32  | 2000      |
| 2021 | Aucar                    | Jorge A. Rivera   | José T. Allende      | Lago Di Como      | Don Alberto      | 2.03.26  | 2000      |
| 2022 | Don Fanucci              | Nicolás Ramírez   | Ximeno Urenda        | Don Mario         | Don Alberto      | 2.01.67  | 2000      |
| 2023 | Terminar En Paz          | Luis Torres       | Guillermo Aguirre    | Viejo Perro       | Viejo Perro      | 2.02.27  | 2000      |
| 2024 | Guairaba                 | Gonzalo Ulloa     | Juan C. Silva        | Vendaval          | Paso Nevado      | 2.04.34  | 2000      |

- Hasta 2003 las centésimas del tiempo de la carrera se tomaban en quintos (5) es decir 10 cada 10 segundos eran equivalentes a 1/5.

## Última edición
El viernes 18 de octubre de 2024, se disputó una edición más del clásico Copa de Oro María Luisa Solari Falabella, donde se impuso Guairaba, (hija de Practical Joke), derrotando por cabeza a Referendúm Joke, en tercera posición se ubicó Fortinatto, en cuarto lugar No Paso Agosto, y la tabla la cerró Ionósfera. Guairaba fue conducida por Gonzalo Ulloa, es preparada por Juan C. Silva, pertenece al stud Vendaval y fue criada en el Haras Paso Nevado.